# Paulo Roberto Figueira Leal
Paulo Roberto Figueira Leal (Valencia, 7 de mayo de 1969 es un periodista, científico político brasileño.
Se formó en Comunicación Social por la Universidad Federal de Río de Janeiro (UFRJ), y la maestría y el doctorado en Ciencia Política por el Instituto Universitário de Pesquisas do Rio de Janeiro (IUPERJ), y es profesor de la Universidad Federal de Juiz de Fora (UFJF).
Ha publicado los libros O PT e o dilema da representação política (FGV Editora, 2005) y Os debates petistas no final dos anos 90 (Editora Sotese, 2004).

## Otras publicaciones
- 2013. Perspectivas ideológicas en conflicto: El caso del curso práctico sobre Cultura Política en el proyecto "Comunicación para la Ciudadanía". Editor Dictus Publ. 52 pp. ISBN 384738614X, ISBN 9783847386148

- 2009. Identidades midiáticas: Memória e representação. Con Iluska Coutinho (orgs.) Editora E-papers, 241 pp. en línea ISBN 8576502119, ISBN 9788576502111